# Französische Nationalversammlung (Dritte Republik)

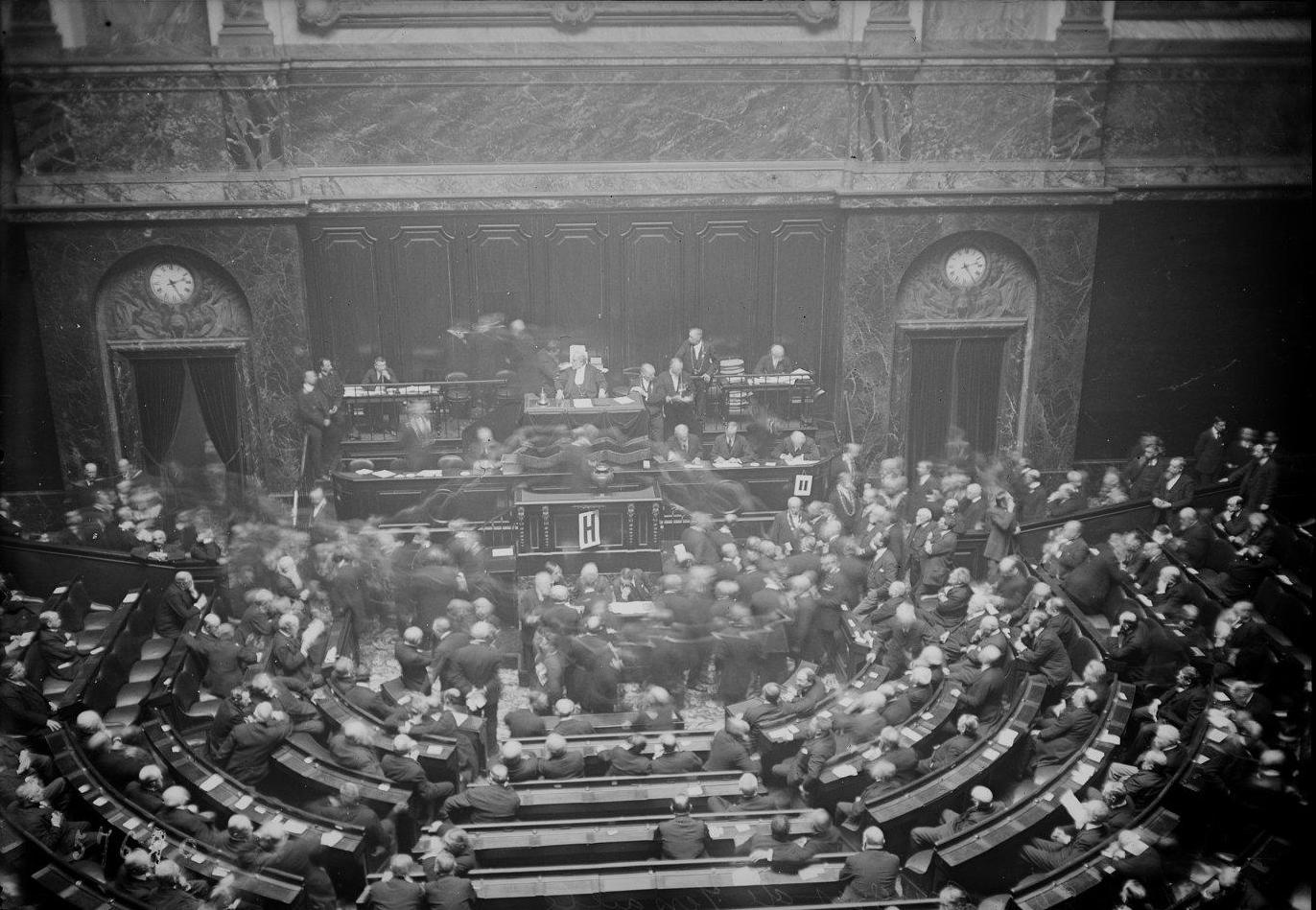
Assemblée nationale, Präsidentschaftswahl 1920

Assemblée nationale oder Französische Nationalversammlung (Dritte Republik) bezeichnet in der Dritten Französischen Republik zunächst die 1871 gewählte Nationalversammlung mit 638 Abgeordneten und ab 1875 die beiden Kammern des französischen Parlaments – den Senat (Sénat) als Oberhaus und die Abgeordnetenkammer (Chambre des députes) als Unterhaus.

## Geschichte
Nach dem Sturz Napoléons III. und der Ausrufung der Republik wurde am 4. September 1870 eine Regierung der nationalen Verteidigung unter Louis Jules Trochu gebildet. Am 8. Februar 1871 fand die Wahl zur Nationalversammlung von 1871 statt. 1875 erließ die Nationalversammlung drei Verfassungsgesetze, von denen das erste am 24. Februar 1875 die Einrichtung eines Senats als Oberhaus betraf.

## Aufgaben
Die Nationalversammlung war ausschließlich für die Wahl des Staatspräsidenten und für Verfassungsänderungen zuständig.
Während der Dritten Republik wurden folgende Verfassungsänderungen beschlossen:
- Gesetz vom 21. Juni 1879 zur Aufhebung von Artikel 9 des Verfassungsgesetzes vom 25. Februar 1875;[2]
- Gesetz vom 14. August 1884 über die teilweise Überarbeitung der Verfassungsgesetze;[3]
- Verfassungsgesetz vom 10. August 1926 zur Ergänzung des Verfassungsgesetzes vom 25. Februar 1875;[4]
- Verfassungsgesetz vom 10. Juli 1940 für die verfassungsgebenden Vollmachten für Philippe Pétain (auch als Vote des pleins pouvoirs constituants à Philippe Pétain oder Abstimmung über die verfassungsmäßige Vollmacht für Philippe Pétain bezeichnet).[5]

## Congrès du Parlement français
In der 5. Republik nennt sich die Versammlung der beiden Kammern Congrès du Parlement français; diese hat aber andere Befugnisse als die Nationalversammlung der 3. Republik.